# Martín Alund
Martín Alund (n. 26 de diciembre de 1985) es ex un tenista profesional argentino retirado, nacido en la Ciudad de Mendoza, Argentina.

## Carrera
Habla español e inglés. Comenzó a jugar a los siete años. Habitualmente entrenaba en Santiago de Chile y ahora lo hace en Buenos Aires. Su superficie favorita es la tierra batida. Su preparador físico es Hernán Rojas (desde 2010).
Su ranking individual más alto logrado en el ranking mundial ATP, fue el nº 84 el 18 de marzo de 2013. Mientras que en dobles alcanzó el puesto nº 103 el 19 de noviembre de 2012.
Hasta el momento ha obtenido 6 títulos de la categoría ATP Challenger Series, todos ellos en modalidad de dobles.

### 2013
Su mejor actuación hasta entonces en un torneo ATP World Tour, fue en 2013 en el Torneo de San Pablo (ATP 250). Cuando comenzó el torneo nunca había ganado un encuentro en esta categoría, ingresó al cuadro principal como perdedor afortunado ya que había perdido el último partido de la fase clasificatoria frente al chileno Jorge Aguilar, pero ingresó igualmente al cuadro principal merced a la baja por lesión del correntino Leonardo Mayer. En la primera ronda derrotó al jugador local e invitado Ricardo Mello por un doble 6-4. En segunda ronda y ante todo pronóstico derrotó al francés Jeremy Chardy en tres sets (6-4, 4-6 7-65). Vuelve a sorprender a todos en cuartos de final derrotando al italiano Filippo Volandri por 7-5 y 7-6. A esta altura y siendo la sensación del torneo, se enfrentó en semifinales al cabeza de serie nº 1 Rafael Nadal, y si bien cayó derrotado siguió dejando buenas sensaciones al arrebatarle un set al que muchos consideran el mejor tenista en tierra batida de la historia.
Ha obtenido triunfos contra jugadores top 100 como: Ricardo Mello (2011), Rubén Ramírez Hidalgo (2012),Leonardo Mayer, Lleyton Hewitt, Filippo Volandri, el N° 25 Jeremy Chardy(2013)y Albert Ramos en 2014.

## Títulos; 6 (0 + 6)
| Leyenda                        | Individuales | Dobles |
| ------------------------------ | ------------ | ------ |
| Grand Slam (tenis)\|Grand Slam | 0            | 0      |
| ATP World Tour Finals          | 0            | 0      |
| ATP World Tour Masters 1000    | 0            | 0      |
| ATP World Tour 500 Series      | 0            | 0      |
| ATP World Tour 250 Series      | 0            | 0      |
| ATP Challenger Series          | 0            | 6      |

### Dobles
| N.º | Fecha      | Torneo                     | Superficie | Compañero             | Oponentes en la final                  | Resultado        |
| --- | ---------- | -------------------------- | ---------- | --------------------- | -------------------------------------- | ---------------- |
| 1.  | 16.11.2009 | Challenger de Lima         | Tierra     | Juan Martín Aranguren | Cristóbal Saavedra Guillermo Rivera    | 6–4, 6–4         |
| 2.  | 27.02.2012 | Challenger de Salinas      | Dura       | Horacio Zeballos      | Ariel Behar Carlos Salamanca           | 6–3, 6–3         |
| 3.  | 09.04.2012 | Challenger de Pereira      | Tierra     | Guido Pella           | Sebastián Decoud Rubén Ramírez Hidalgo | 6–3, 2–6, 10–5   |
| 4.  | 08.10.2012 | Challenger de San Juan     | Tierra     | Horacio Zeballos      | Nicholas Monroe Simon Stadler          | 3-6, 6-2, 14- 12 |
| 5.  | 29.10.2012 | Challenger de Buenos Aires | Tierra     | Horacio Zeballos      | Facundo Argüello Agustín Velotti       | 7-66, 6-2        |
| 6.  | 05.11.2012 | Challenger de Guayaquil    | Tierra     | Facundo Bagnis        | Leonardo Mayer Martín Ríos Benítez     | 7–5, 7–6(5)      |